# Psittrichasiidae
Psittrichasiidae je jedna z šesti čeledí papoušků. Je jedna z málo početných čeledí; zahrnuje pouze pět druhů. Všechny druhy jsou zbarveny převážně černou barvou a vypadají tak oproti papouškům z ostatních čeledí neobvykle.

## Taxonomie
Čeleď Psittatrichasiidae se dělí na dvě podčeledi; Coracopsinae, zahrnující čtyři druhy vazů (vaza velký, malý, komorský a seychelský) a vyhynulého papouška běloskvrnného, a Psittatrichasinae, která zahrnuje pouze jeden druh, a to trichu orlího.

## Rozšíření
Rozšíření papoušků z této čeledi je rozdílné podle jejich podčeledí; tricha orlí žije na Nové Guineji, zatímco vazové se vyskytují na ostrovech východně od Afriky, jako jsou Madagaskar, Seychely, Komory a Mayotte.

## Galerie

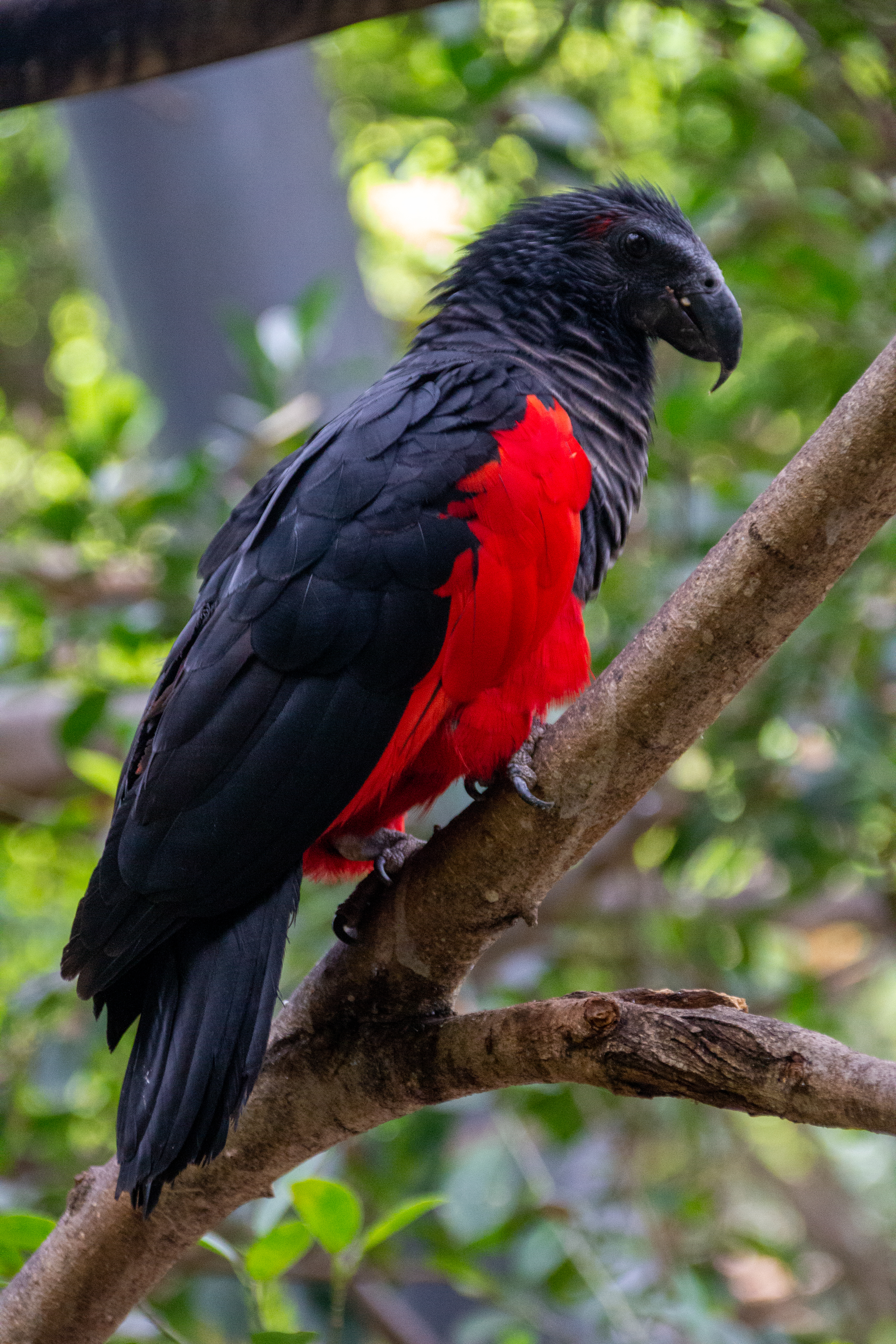
Tricha orlí
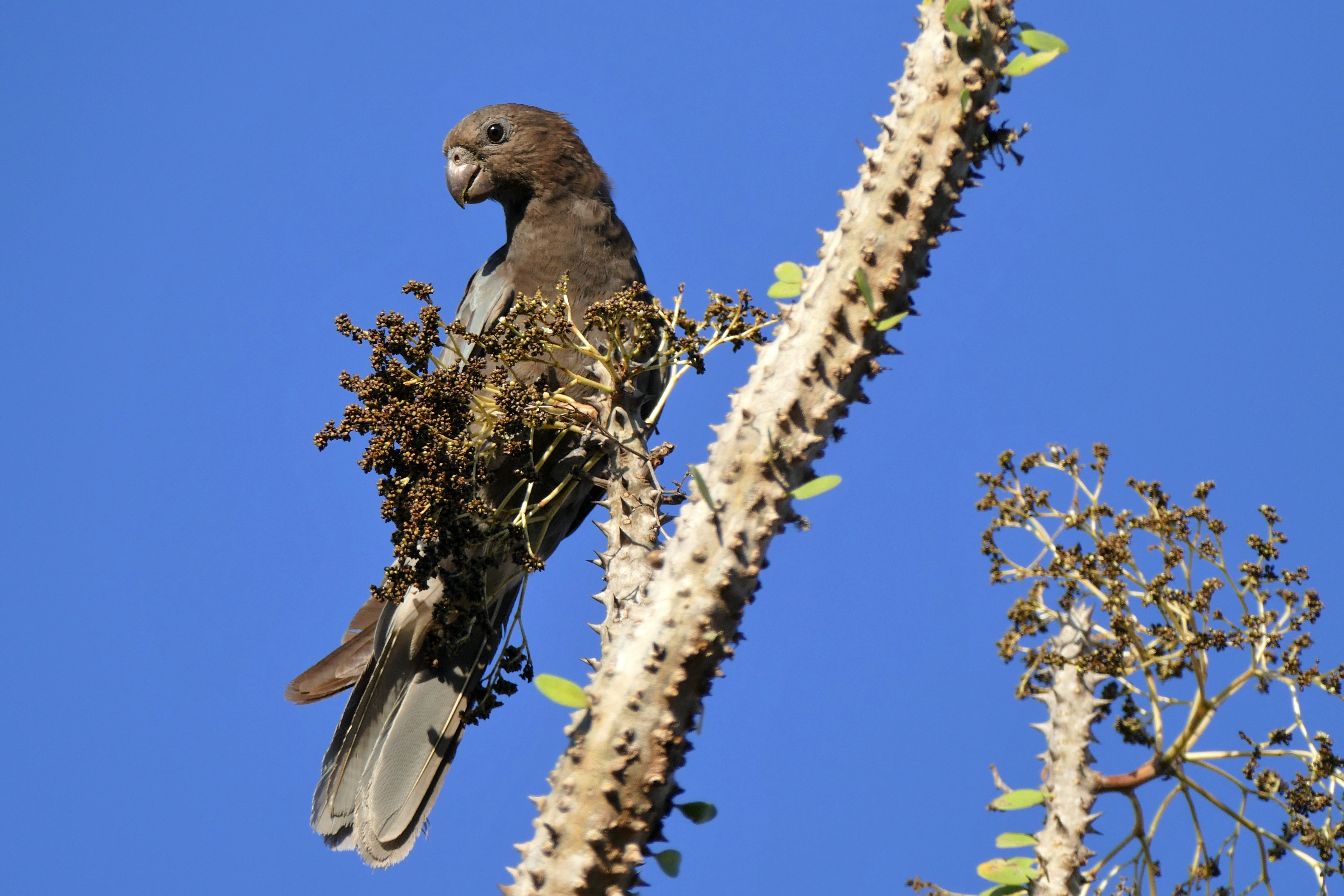
Vaza malý
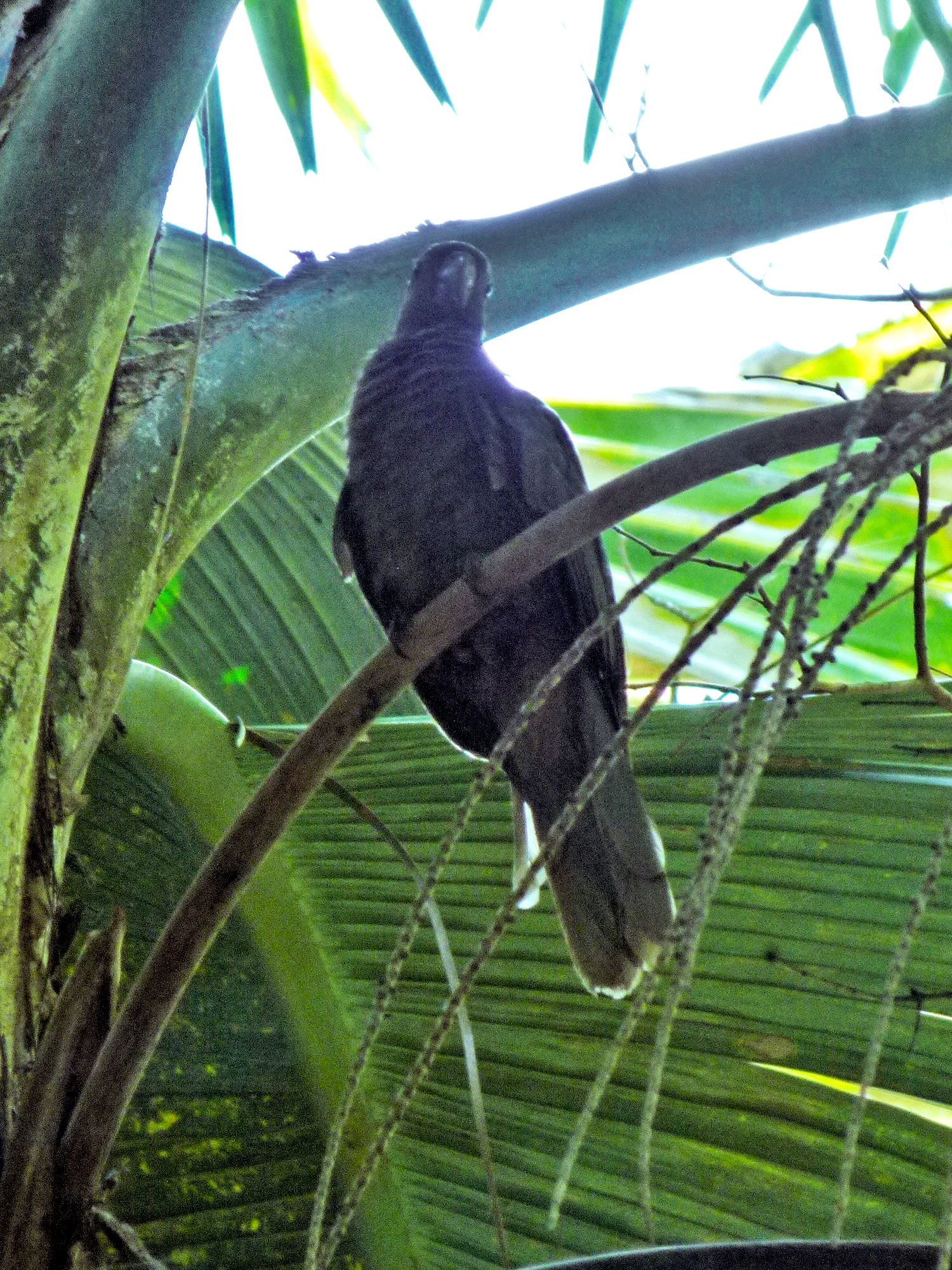
Vaza seychelský